# 人工智能軍備競賽
人工智慧軍備競賽，是指兩個或以上的國家，開發和部署致命自主武器系統（英語：lethal autonomous weapons systems）而進行的軍備競賽。自2010 年代中期以來，許多分析師注意到全球超級大國之間出現了這種軍備競賽，開發更強的軍事級人工智慧系統。 。在中美地緣政治和軍事緊張局勢加劇情況下， 人工智慧軍備競賽有時會被置於中美之間的人工智慧冷戰背景下。
致命自主武器的系統，是指使用人工智慧來識別和殺死人類目標，無需人工干預，往往被稱為殺手機械人（英語：Killer robot）。開發人工智能軍事武器之間的軍備競賽，則是「人工智能軍備競賽」。不過，從廣義上講，任何對高階人工智慧的競爭，有時都被視為「人工智能軍備競賽」。